# Modejournalistik
Modejournalistik er en gren af journalistikken med fokus på historier om mode. Modejournalister er typisk ansat hos dedikerede modemedier og dækker modebegivenheder og trends samt dyrker og vedligeholder relationer til stylister og designere. Modefotografi er en type fotojournalistik, der bruges i modejournalistikken. Internettet har givet en række muligheder for amatørmodejournalistik, såsom blogs og vlogs.
I 1867 blev verdens – måske – første egentlige modemagasin Harper's Bazaar grundlagt i USA, og siden da har mode og medier været tæt forbundne. I dag er der utallige globale og lokale medier over hele verden dedikeret til kun at skrive om historier fra modeverdenen.
Der er ikke noget magasin, der kan overleve på salg til læserne alene. Så der er en hellig alliance mellem de forskellige annoncører og magasinerne, hvor magasinerne sørger for at pleje annoncørerne.
Gennem tiden er modemedier blevet kritiseret for at være for positive over for branchen og journalistisk undergravende. I 2011 kaldte forskere dansk modejournalistik for “enormt utilstrækkelig" og “leflende for designere".